# Casa da Freguesia de Aldeia de Santa Margarida
A Casa da Freguesia de Aldeia de Santa Margarida é um espaço inaugurado a 23 de Agosto de 2009 pela junta de freguesia local, com o apoio do Município de Idanha-a-Nova, e que pretende ser um local para acesso à internet e permite ainda a sua utilização por parte de grupos artísticos da freguesia.
A obra custou cerca de 140 mil euros e consistiu na recuperação de uma antiga casa localizada junto ao Solar Megre e em frente à Casa Sarafana.
No piso térreo está instalado o espaço internet, com seis computadores à disposição do público. As salas do primeiro andar deverão ser distribuídas pelos grupos de cantares, bombos e de ginástica da freguesia.